# 北海道道836号島牧美利河線

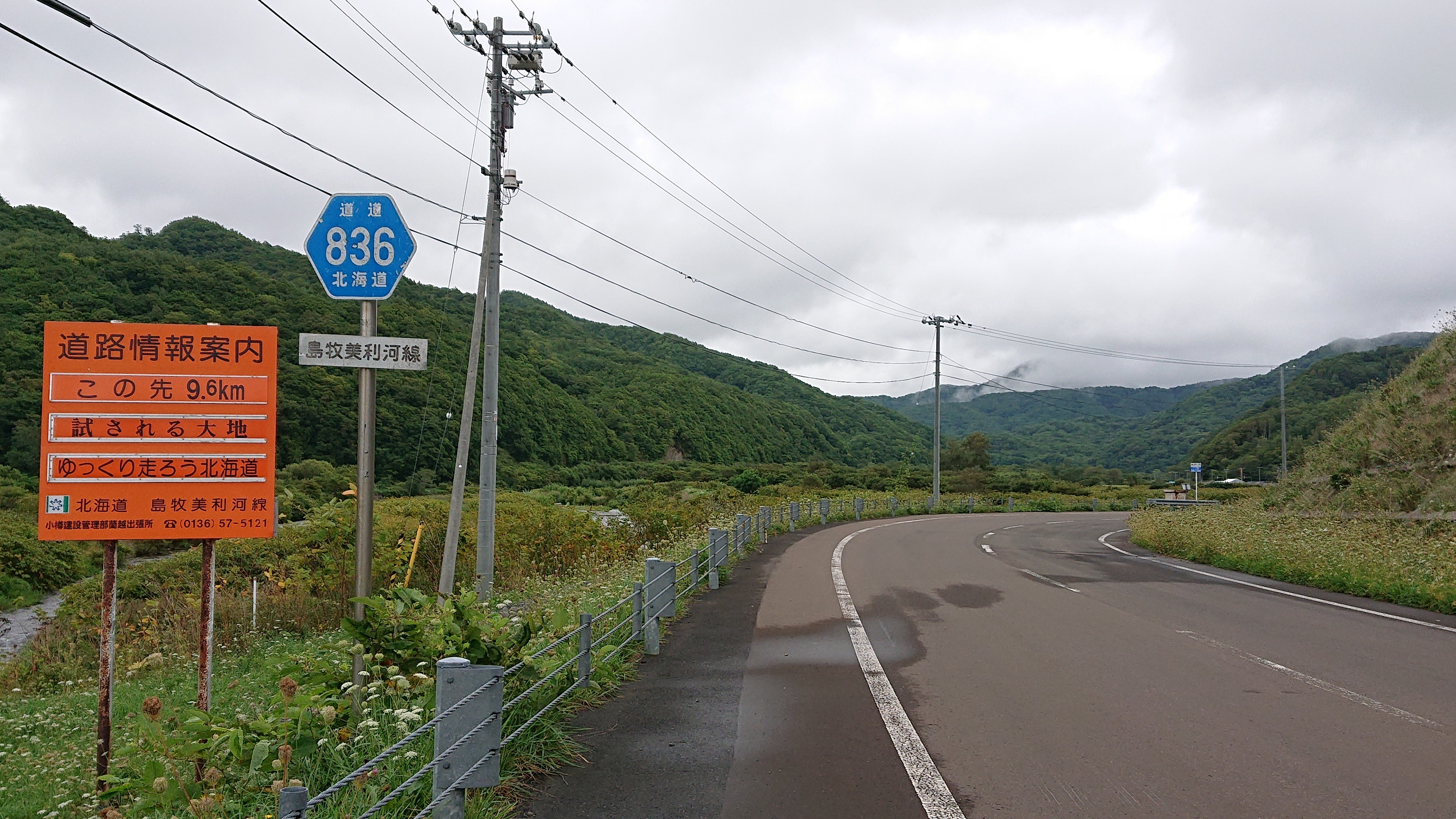
北海道道836号島牧美利河線

北海道道836号島牧美利河線（ほっかいどうどう836ごう しままきぴりかせん）は、北海道島牧郡島牧村と瀬棚郡今金町を結ぶ一般道道（北海道道）である。未開通区間があり、建設中止が決定している。

## 概要
島牧村字豊平から今金町字美利河までの総延長約37 kmとして計画されていた。

未開通区間である島牧村字泊 - 今金町字美利河間は建設中止が決定されており、両町村内の既開通区間のみで供用されている。

### 路線データ
- 起点：北海道島牧郡島牧村字豊平（国道229号交点）
- 終点：北海道瀬棚郡今金町字美利河（国道230号交点）
- 総延長：17.828 km
- 実延長：17.767 km
- 重用延長：0.061 km
- 未舗装延長：5.903 km

### 道路管理者
- 後志総合振興局 小樽建設管理部 蘭越出張所
- 渡島総合振興局 函館建設管理部 今金出張所

## 歴史
- 1974年（昭和49年）10月5日 - 路線認定[2]。
- 1974年（昭和49年）12月11日 - 島牧村字泊から今金町字美利河までの30.8 kmを開発道路に指定[3]。
- 1984年（昭和59年）12月18日 - 終点位置を変更、32.9 kmが開発道路となる[4]。
- 1985年（昭和60年）7月1日 - 今金町字美利河の2.4 kmについて工事完了、北海道へ移管[5]。
- 1990年（平成2年）10月1日 - 今金町字美利河の1.9 kmについて工事完了、北海道へ移管[6]。
- 1993年（平成5年）10月1日 - 島牧村字泊の3.2 kmについて工事完了、北海道へ移管[7]。
- 1998年（平成10年）4月1日 - 島牧村字泊の0.7 kmについて工事完了、北海道へ移管[8]。
- 2000年（平成12年）4月1日 - 今金町字美利河の1.8 kmについて工事完了、北海道へ移管[9]。
- 2003年（平成15年）4月1日 - 今金町字美利河の2.2 kmについて工事完了、北海道へ移管[10]。
- 2003年（平成15年）度 - 未開通区間の事業規模を見直し。河鹿トンネルのみ事業を行うことにし、残りの区間の事業は行わないことに決定[1]。
- 2004年（平成16年）6月3日 - 河鹿トンネル区間の1.8 kmを除き、未開通区間18.9 kmの開発道路指定を解除[11]。
- 2005年（平成17年）4月1日 - 河鹿トンネル完成に伴い、島牧村字泊の1.8 kmについて工事完了、北海道へ移管[12]。
- 2005年（平成17年）9月1日 - 河鹿トンネル開通、供用開始[13]。

## 路線状況

### 未開通区間
- 島牧村字泊 - 今金町字美利河
区間延長：18.9 km
  - この区間は2003年（平成15年）度に事業中止が決定している[1]。

### 冬期交通規制（通行止め）
- 今金町字美利河133-7地先 - 今金町字美利河62番1地先（島牧ゲート）
区間延長：1.4 km

- 島牧村字泊451-1（ゲート） - 島牧村字大平山登山口（河鹿トンネル出口先）
区間延長：4.7 km

### 道路施設

#### トンネル
- 河鹿トンネル（1,227 m、島牧村字大平）

#### 主な橋梁
- 豊平橋（83 m、泊川、島牧村字豊平 - 島牧村字泊）
- 金山橋（220 m、泊川、島牧村字泊）
- 宮内橋（190 m、泊川、島牧村字泊）
- 島牧大橋（312 m、泊川、島牧村字泊）
- ナガセ橋（305 m、泊川、島牧村字泊）
- 上利別橋（77 m、後志利別川、今金町字美利河）
- 中利別橋（86 m、国有林238林班、今金町字美利河）
- 利別橋（155 m、後志利別川、今金町字美利河）
- 忠志別橋（62 m、チュウシベツ川、今金町字美利河）

#### 常設型ゲート
- 島牧ゲート（今金町字美利河62番1地先）
- ゲート（島牧村字泊451-1）

## 地理

### 通過する自治体
- 後志総合振興局
  - 島牧郡島牧村
- 檜山振興局
  - 瀬棚郡今金町

### 交差する道路
島牧村
- 国道229号 - 字豊平（起点）

今金町
- 国道230号 - 字美利河（終点）

### 沿線にある施設など
島牧村
- 宮内温泉 - 字泊431

今金町
- ピリカ湖
- 美利河ダム - 字美利河